# Chionaema charybdis
Chionaema charybdis är en fjärilsart som beskrevs av George Thomas Bethune-Baker 1904. Chionaema charybdis ingår i släktet Chionaema och familjen björnspinnare. Inga underarter finns listade i Catalogue of Life.